# Norbert Ferrer
Pour les articles homonymes, voir Ferrer.
Norbert Ferrer est un acteur français.

## Biographie
Norbert Ferrer vit toute son enfance et son adolescence à l'étranger. En 1994, il rejoint la capitale pour devenir acteur. Ne connaissant personne dans le milieu du spectacle, il alterne entre travail alimentaire et petits rôles pour payer sa formation. Il fréquente plusieurs cours comme le Cours Florent, Raymond Girard-Frédéric Jacquot et le Studio Alain de Bock, En 1998, il réussit l'audition de Jean-Paul Vuillin qui lui offre une Master Class Actorat de 2 ans à l'École internationale de création audiovisuelle et de réalisation (EICAR).
En 2000, il parvient à rejoindre la troupe d'Aliona Antonovna et joue dans plusieurs spectacles au Théâtre. 
En 2004, Il monte sa propre compagnie qui le conduit au festival d’Avignon avec une création intitulée "Une lueur en Alaska" au Théâtre les 3 Soleils.
En 2007, c'est grâce à un casting que la metteuse en scène Tatiana Vialle le sélectionne pour participer à la 9e session d'Émergence . Il y travaille avec des réalisateurs de cinéma comme Jérôme Bonnell, Bruno Nuytten, Christophe Blanc, Pierre Schoeller et Pascal Deux. C'est  grâce à Émergence d'Élisabeth Depardieu qu'il tourne donc  dans la série Engrenages avec Caroline Proust et Thierry Godard. Il tourne également au cinéma dans Les Mains libres de Brigitte Sy et dans Le Paradis des bêtes d'Estelle Larrivaz.
La chance lui sourit enfin en 2009, quand Pascal Chaumeil le choisit pour jouer le rôle récurrent de Manu dans la série à succès Fais pas ci, Fais pas ça pour plusieurs saisons.
En 2012, il revient au théâtre et rejoint la troupe de Jean-Renaud Garcia de la Compagnie Renaud-Barrault pour la tournée du Capitaine Fracasse aux côtés de Claire Maurier. Il tourne dans le même temps dans Vendeur de Sylvain Desclous aux côtés de Gilbert Melki et Pio Marmaï. Il fait de courtes apparitions dans Rock’n Roll de Guillaume Canet, dans En liberté ! de Pierre Salvadori et Je vais mieux de Jean-Pierre Améris.
En 2018, il interprète le rôle de M. Lhermitte dans Le monde est à toi de Romain Gavras aux côtés de Karim Leklou, Vincent Cassel et Isabelle Adjani. Il joue l'année suivante dans la comédie Beaux-parents de Hector Cabello Reyes avec Didier Bourdon et Josiane Balasko. En 2020, il retourne à la télévision et interprète le capitaine Jean Servais dans la série de France 2 Le crime lui va si bien. Grand prix 2019 Festival du Polar de Cognac.
Et depuis enchaîne avec des apparitions dans des longs métrages comme celui de Hélier Cisterne, De nos frères blessés avec Vincent Lacoste et Vicky Krieps, Les Femmes du square de Julien Rambaldi, Canailles de Christophe Offenstein, Maigret et la Jeune Morte de Patrice Leconte. Pour Apple TV dans Les Gouttes de Dieu de Oded Ruskin. Et dans Sam la série avec le rôle récurrent du Docteur Blanchat. 
En 2023, il tourne dans Emily in Paris, réalisé par Andrew Fleming. En 2024  Des mains en or de Isabelle Mergault. Et  Knok, la nouvelle série de 13e rue avec Sylvie Testud.

## Filmographie

### Cinéma

#### Longs métrages
- 2010 : Donnant donnant d'Isabelle Mergault : le gardien de prison[3]
- 2010 : Les Mains libres de Brigitte Sy : le lieutenant de perquisition[4]
- 2012 : Hénaut président de Michel Muller : l'agent de sécurité de RMC[5]
- 2012 : Deads Shadows de David Cholewa [6]
- 2012 : Le Paradis des bêtes d'Estelle Larrivaz : Didier Gorin[7]
- 2016 : Patmos de Martin Ziegler[8]
- 2016 : Vendeur de Sylvain Desclous : Dove[9]
- 2017 : De plus belle d'Anne-Gaëlle Daval : Ben[10]
- 2017 : Je vais mieux de Jean-Pierre Améris : le serveur[11]
- 2017 : Rock'n Roll de Guillaume Canet : André le machino[12]
- 2018 : En liberté ! de Pierre Salvadori : le cuisinier[13]
- 2018 : Le monde est à toi de Romain Gavras : Mr Lhermitte[14]
- 2019 : Beaux Parents de Hector Cabello Reyes[15]
- 2020 : De nos frères blessés de Hélier Cisterne : l'agent de l'OAS[16]
- 2022 : Maigret de Patrice Leconte : le patron du café[17]
- 2022 : Canailles de Christophe Offenstein : le guichetier[18]
- 2022 : Les Femmes du square de Julien Rambaldi : un spectateur[19]
- 2022 : Youssef Salem a du succès de Baya Kasmi[20]
- 2024 : Des mains en or d'Isabelle Mergault : Bertrand[21]

#### Courts métrages
- 2007 : The Boast d'Adam Preston : Gilles[22]
- 2011 : 505 g de Jérémy Azencott : Fred Policier
- 2012 : Heavy sentimental de Laure Ballarin
- 2016 : Golondrina (sélectionné Prix Polar de Cognac) de Quentin Sellin et Louis Piquet-Pellorce
- 2016 : Le bail de Norbert Ferrer[23]
- 2020 : Le Test de Gabrielle Stemmer
- 2024: Coeur Fanné Collectif La levée

### Télévision
- 2006 : Marie Besnard, l'empoisonneuse de Christian Faure
- 2008 : Engrenages - Épisode 4 de Gilles Bannier
- 2009 : Fais pas ci, fais pas ça de Pascal Chaumeil (série TV) - 4 épisodes : Manu
- 2010 : Fais pas ci, fais pas ça de Pascal Chaumeil (série TV) - 2 épisodes : Manu
- 2011 : Scènes de ménages de Francis Duquet (série TV)
- 2014 : Falco - Épisode 1 : Comme Des Frères d'Alexandre Laurent
- 2015 : Section de recherches de Gérard Marx (S09 E09 "Les loups") : Christian Marini
- 2016 : Fais pas ci, fais pas ça - Saison 7 de Pascal Chaumeil (série TV) - 1 épisode : Manu
- 2018 : Huguette de Antoine Garceau (téléfilm)
- 2019 : Le crime lui va si bien (épisode pilote) de Stéphane Kappes : Jean Servais
- 2020 : Balthazar - Saison 4 de Franck Brett
- 2022 : Sam - Saison 6 de Philippe Lefebre
- 2023:Emily in Paris d'Andrew Fleming
- 2023 : Sam - Saison 7 d'Hippolyte Dard
- 2024: Les Gouttes de Dieu (8 épisodes, mini-série), adaptation du manga Les Gouttes de Dieu
- 2024 : Knok de Guillaume Duhesme et Bastien Ughetto

## Théâtre

### Acteur
- 2000 : Haute Surveillance de Jean Genet, mise en scène de Sophie Courad, Prison de la Santé.
- 2002: Morphine de Mickael Boulgakov, mise en scène d'Olivier Taieb et Norbert Ferrer, Théâtre des 3 Bornes et Paris Première.
- 2010 : Da de Daniil Harms, mise en scène d'Aliona Antonovna, Espace Léopold Belland.
- 2012 : Une lueur en Alaska[24], mise en scène d'Isabelle Duperray et Norbert Ferrer, Théâtre du Funambule de Montmartre.
- 2013 : Dupe création, mise en scène de Mohamed Guelatti, La Friche de Besançon.
- 2014: Il capitano Fracasse de Théophile Gautier, mise en scène de Jean-Renaud Garcia, Théâtre 14 (120 dates en tournée).
- 2015 : 2 mètres 74, mise en scène de Frédéric Jacquot et Philippe Chevallier, Atelier-Théâtre Jacquot.
- 2023: Gare à ta valise, mise en scène de Mohamed Guelatti, La GBEC

### Mise en scène
- 2007 : Morphine de Mickael Boulgakov, mise en scène d'Olivier Taieb et Norbert Ferrer, Théâtre du Soleil et Paris Première.
- 2011: Une lueur en Alaska[24], mise en scène d'Isabelle Duperray et Norbert Ferrer, Théâtre des Trois Soleils d'Avignon.
- 2012: La nuit de la littérature, mise en scène de Norbert Ferrer, Maison Victor Hugo.
- 2015: Ze Method, création et mise en scène de Norbert Ferrer, Théâtre Mesnil-Amelot.
- 2017: No now et Loki, mise en scène de Norbert Ferrer, spectacle burlesque avec le Cirque de Moscou sur Glace.
- 2024 : Lignes Brisées mise en scène de Norbert Ferrer, Espace Felix Martin.